# Mydlovarský luh
Mydlovarský luh je přírodní rezervace, která se rozprostírá ve Středočeském kraji, okresu Nymburk, v katastrálních územích Ostrá a Kostomlaty nad Labem.
Jedná se o soustavu mrtvých labských ramen vzniklých v třicátých letech dvacátého století po regulaci řeky. Ramena jsou v různém stupni zazemnění, je zde vytvořena kompletní hydroserie mokřadů až po uzavřené plochy, které jsou využívány jako kosené louky. Nejvýznamnější je oblast okolo meandrujícího Farského potoka, který je součástí řeky Vlkava. Pro svůj význam byl Mydlovarský luh zařazen do soustavy Evropsky významných lokalit Natura 2000.
Uvnitř rezervace se nachází zřícenina středověkého hradu Mydlovar. Je přístupná po odbočce z modře značené turistické trasy podél Labe.

## Lokalita
Mydlovarský luh je přírodní rezervace 2 km na východ od obce Ostrá, jižně od obce Šnepov a asi 2 km jihozápadně od obce Kostomlaty nad Labem v okrese Nymburk. Jižní hranice je ohraničena pravotočivým obloukem Labe, tudíž rezervace leží na jeho pravém břehu. Celková rozloha PR je dle vyhlášení 168,7 ha (podle katastru nemovitostí).
Hydrologické ohraničení tvoří hranici na jihu Labem a na severu, východu i západu je ohraničena Vlkavou, ale v prostorách PR se tento potok nazývá Farský potok. Ten se u Kostomlat nad Labem vlévá do Labe. Nachází se zde řada tůní, konkrétně tůně Bezednice, Buda, Bílá, Králíček, Žitina a Novákova tůň. Tůně chrání před potenciálními lokálními povodněmi, neboť fungují jako přirozené nádrže  
Průměrná nadmořská výška tohoto rovinatého území činí 170 m n. m., jehož nejvyšším bodem je zřícenina hradu Mydlovar (188 m n. m.).

## Historie
Přírodní rezervace je pojmenována po hradu Mydlovar, dříve nazývanému Kostomlaty, který se nachází v rámci území. Jednalo se o hrad s plášťovou zdí, které se stavěly od druhé poloviny 13. století do 14. století. První historicky písemný záznam o Mydlovaru se v archivech nalezl z roku 1223 a je spjat se Sezemou z Kostomlat (Zezeme de Coztomlat), od tohoto data hrad obměnila velká spousta vlastníků, ale postupně se přestal využívat a od roku 1561 hrad opuštěně chátral. Dnes je bývalý hrad zříceninou. Nedávné vzpomínky však ještě sahají do poloviny 19. století, kdy se na těchto místech pravidelně vítalo jaro, vždy první květnovou neděli, k čemuž sloužila takzvaná Slavnost sněženek. K této slavnosti se váže jedna pověst, spíše ke dvěma starým dubům, u kterých se vítalo jaro. Jednoho dne byla velká bouře a do jednoho z dubů se dokázalo vtěstnat až 27 lidí. Okolo těchto dubů dívky zpívaly a tančily a následně si mezi sebou volily královnu. Jméno Kostomlaty a Mydlovar vychází ze způsobu přípravy mýdla, kdy se nejdříve rozmlátily kosti a následně byly vařeny a louhovány za vzniku mýdla.

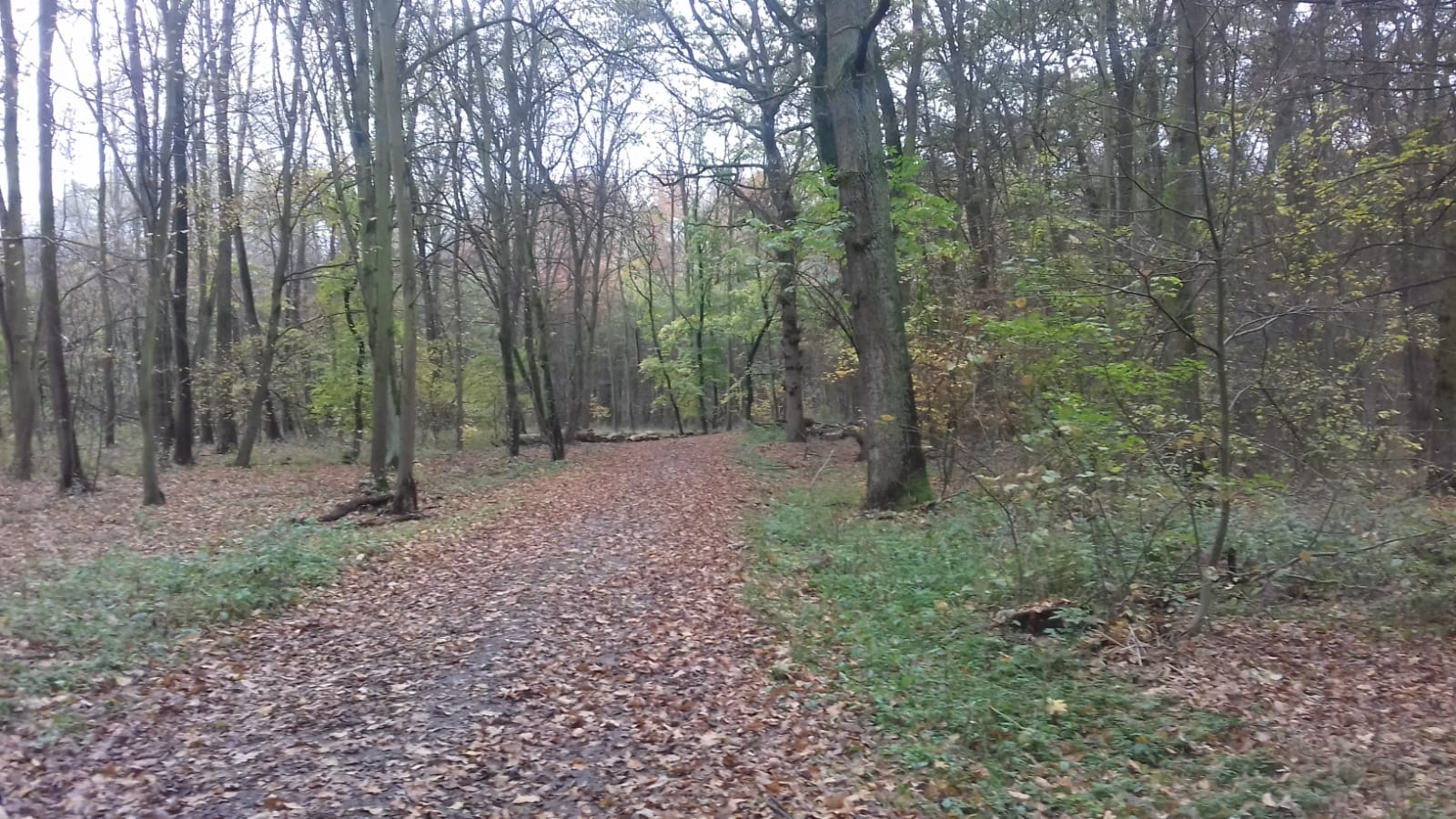
Cesta ke zřícenině Mydlovar

### Pověsti
Pověst praví, že hrad Mydlovar nechala postavit Libuše, kde v lesích mezi mohutnými duby soudila spory poddaných. U hradu založila překrásnou zahradu, ve které byly nádherné rozkvetlé květiny, kterým se nikde jinde vykvést nepodařilo. Dodnes tomuto místu, kde zahrada stávala, vedle dnešní zříceniny, místní lidé říkají Libušina zahrádka. Když však majitelé hrad opustili, nadvlády se ujala hrozivá loupežnická banda, která pocestným brala spoustu zlata a šperků, které měli u sebe a ukrývali poklady do hradních sklepení. Jednoho dne se však majitel panství vrátil a s pomocí ozbrojených mužů bandu vyhnal.

### Historie využití člověkem
První zásahy do přirozených lužických lesů v Polabí byly pravděpodobně v neolitu (před více než 5000 lety př. n. l.), kdy se zde usazovali první zemědělci. Jak je známo, jejich způsob hospodářství spočívalo na tzv. žďárovém zemědělství, při kterém se zkrátka vypalovaly lesy. Zásah však nebyl nikterak rapidní. Od 13. století dochází k dalším výraznějším změnám této krajiny. V tomto období vznikala první města, tudíž bylo potřeba mnoho dřeva na stavbu nových obydlí a též sloužilo na zátop do kamen. Se zvyšujícím počtem obyvatel úměrně stoupalo množství zemědělských ploch, tudíž klesalo množství stromů v lesích. Tyto lidské zásahy do krajiny vedly k tomu, že na začátku 16. století byla většina lesů vykácených. Zůstaly prakticky jen na nedostupných místech a na místech, kam chodilo panství lovit. Velký zlom byl roku 1754, kdy císařovna Marie Terezie vydala patent, který těžbu dřeva omezoval na minimum.

K dalším významným změnám, které měli poměrně významný vliv na toto území, byla regulace řeky Labe. Dokončena byla ve 30. letech 20. století a jejichž hlavním důvodem byla zvyšující se průmyslová a zemědělská výroba koncem 19. století. Důsledkem je tedy napřímení vodního toku a jeho zkrácení, slepá ramena řeky Labe s valným počtem tůní byla převážně zazemněna.

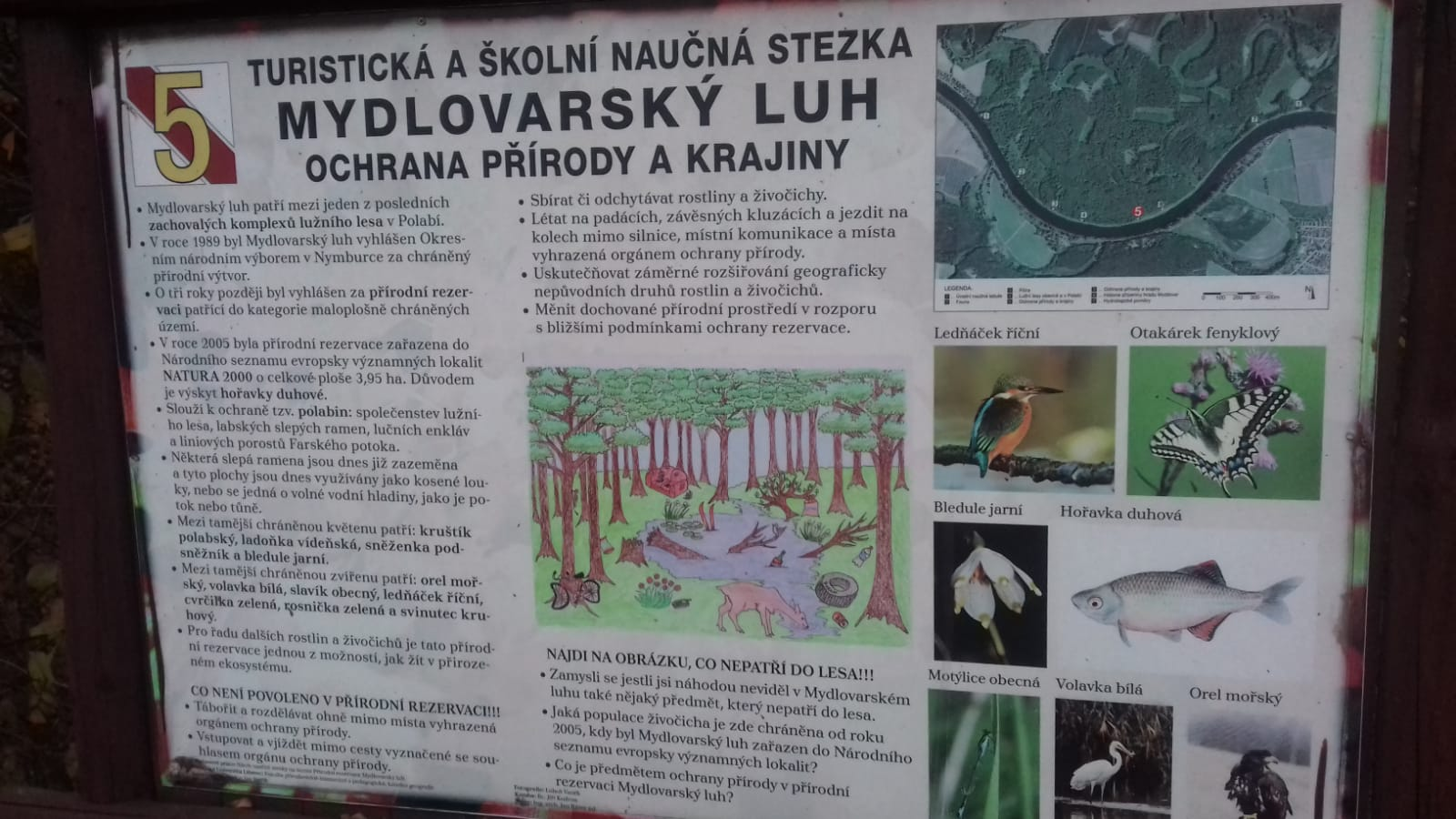
Naučná cedule o ochraně přírody

## Přírodní podmínky

### Geologie
Horninové podloží tohoto území je tvořeno především cenomanskými pískovci (období svrchní křídy), které jsou překryty říčními náplavy Labe a jeho přítoků z období kvartéru (štěrky, písky, jíly a juviální hlíny). Oblast kolem tůní a koryt je značná část naakumulovaných organických zbytků. Půdy jsou hlinitopísčité až jílovohlinité. Z oblasti geomorfologie spadá toto území jako celku do Středolabské tabule.

### Fauna

#### Ichtyocenóza
Na území Mydlovarského luhu jsou převážně druhy typické pro málo tekoucí vody nižších nadmořských výšek. Vyskytuje se zde 20 druhů ryb ((Dušek a Marhoul, 2005) Vlach 2011) včetně hořavky duhové (Rhodeus sericeus amarus), která je předmětem ochrany. Mezi nejhojněji zastoupené jsou kaprovité ryby- cejn velký (Abramis brama), plotice obecná (Rutilus rutilus), hrouzek obecný (Gobio gobio), jelec tloušť (Squalius cephalus), ouklej obecná (Alburnus alburnus), perlín ostrobřichý (Scardinius erythrophthalmus), kapr obecný (Cyprinus carpio), bolen dravý (Leuciscus aspius) a jelec proudník (Leuciscus leuciscus). Další skupiny ryb jsou například cejnek malý (Blicca bjoerkna), jelec jesen, který je řazen mezi ohrožené druhy (Leuciscus idus), lín obecný (Tincta tincta), mřenka mramorovaná (Barbatula barbatula), ježdík obecný (Gymnocephalus cernua), okoun říční (Perca fluviatilis) a štika obecná (Esox lucius). Vyskytují se zde i druhy nepůvodní- karas stříbřitý (Carrasius auratus), střevlička východní (Pseudorasbora parva), ty však nejsou hojně zastoupeny a sumeček americký (Ameiurus nebulosus) (+starší průzkumy zaznamenávající výskyt dalších druhů ryb- Šanda 2005, 2006- Vlach 2011).

#### Makologie
Průzkum vodních ploch na tomto území ukázal, že se zde vyskytuje celkem 32 druhů měkkýšů (Beran 2011). 20 druhů plžů, mezi které nejhojněji spadají například bahnivka rmutná (Bithynia tentaculata), svinutec zploštělý (Anisus vortex) a nepůvodní písečník novozélandský (Potamopyrgus antipodarum), ale také ne tolik hojný severoamerický druh člunka pravohrotá (Ferrissia fragilis), která je kupodivu v Polabí poměrně častá. Zbylých 12 druhů mlžů zahrnuje například hrachovka obrácená (Pisidium supinum), okružanka rohovitá (Sphaerium corneum), která je nejhojnější ve vodní ploše Farského potoka, ale byl zde nalezen i poněkud vzácnější druh okružanka říční (Sphaerium rivicola), která, jak už její druhový název napovídá, žije spíše ve větších řekách. Též máme zmínky o výskytu původně asijského druhu korbikula asijská (Corbicula fluminea), ale dnes je jeho výskyt v Labi už poměrně obvyklý (Beran 2011).
Vodní toky poskytují domov i pro 3 velké druhy mlžů z čeledi velevrubovitých (Unionidae)- škeble říční (Anodonta anatina), škeble rybničná (Anodonta cygnea) a velevrub malířský (Unio pictorum) (Beran 2011). Tito mlži mají stanoviště na vlastním toku Farského potoka, ale i v hlubších tůních, ve kterých, díky jejich ekologické náročnosti, však musí působit proud vody, tudíž ve stojatých vodách zaznamenáváme absenci těchto druhů. Na škebli rybničnou je zcela vázáno rozmnožování hořavky duhové, která je předmětem ochrany, jak už bylo výše zmíněno. Samička pomocí kladélka vpraví jikry do vnitřních žaber škeble a sameček do ní vpraví své mlíčí, čímž jikry v těle měkkýše oplodní. Po asi 4 týdnech, kdy jsou mladé hořavky připraveny k vlastnímu hledání potravy, je škeble vyvrhne. Můžeme ale mluvit o mutualismu, neboť larvální stádium škeble se zachycuje na těla dospělých hořavek a určitou dobu na nich žije.
Ornitologie: například slavík obecný (Luscinia megarhynchos), ledňáček říční (Alcedo atthis), moudivláček lužní (Remiz pendulinus) nebo volavka popelavá (Ardea cinerea)
Z řad obojživelníků zde můžeme nalézt například rosničku zelenou (Hyla arborea), blatnici skvrnitou (Pelobates fuscus) a skokana štíhlého (Rana dalmatina).(Lesoprojekt Stará Boleslav, s.r.o. 2005, AOPK ČR 2007–2013)

### Flora
Přírodní rezervace se nachází v oblasti lužních lesů, kde převažujícím lesním typem jsou společenstva jilmových doubrav (Querco-Ulmetum), tudíž ze značné části stromového patra dominují duby, ať už jde o původní dub letní (Quercus robur) nebo dub letní slavonský (Quercus robur subsp. Slavonica) původem z bývalé Jugoslávie. Mezi další alochtonní druhy, které díky lokálním výsadbám narušují původní složení, patří například trnovník akát (Robinia pseudacacia), borovice lesní (Pinus sylvestris), dub červený (Quercus rubra), smrk ztepilý (Picea abies), borovice vejmutovka (Pinus strobus) a dokonce i exotický korkovník amurský (Phelodendron amurense), který je původem z východní Asie, ale v dnešních dobách je velice rozšířen v oblasti západního Středomoří.
Z hojného bylinného patra jsou to například: sněženka podsněžník (Galanthus nivalis), dymnivka dutá (Corydalis ceva), ale i vzácnější dymnivka nejmenší (Corydalis pumila), česnek medvědí (Allium ureiným), bledule jarní (Leucojum vernum), orsej jarní (Ficaria bulbifera), křivatec žlutý (Gates lutea), pižmovka mošusová (Adoxa moschatellina) nebo ohrožený druh ladoňka vídeňská (Scilla vindobonensis).

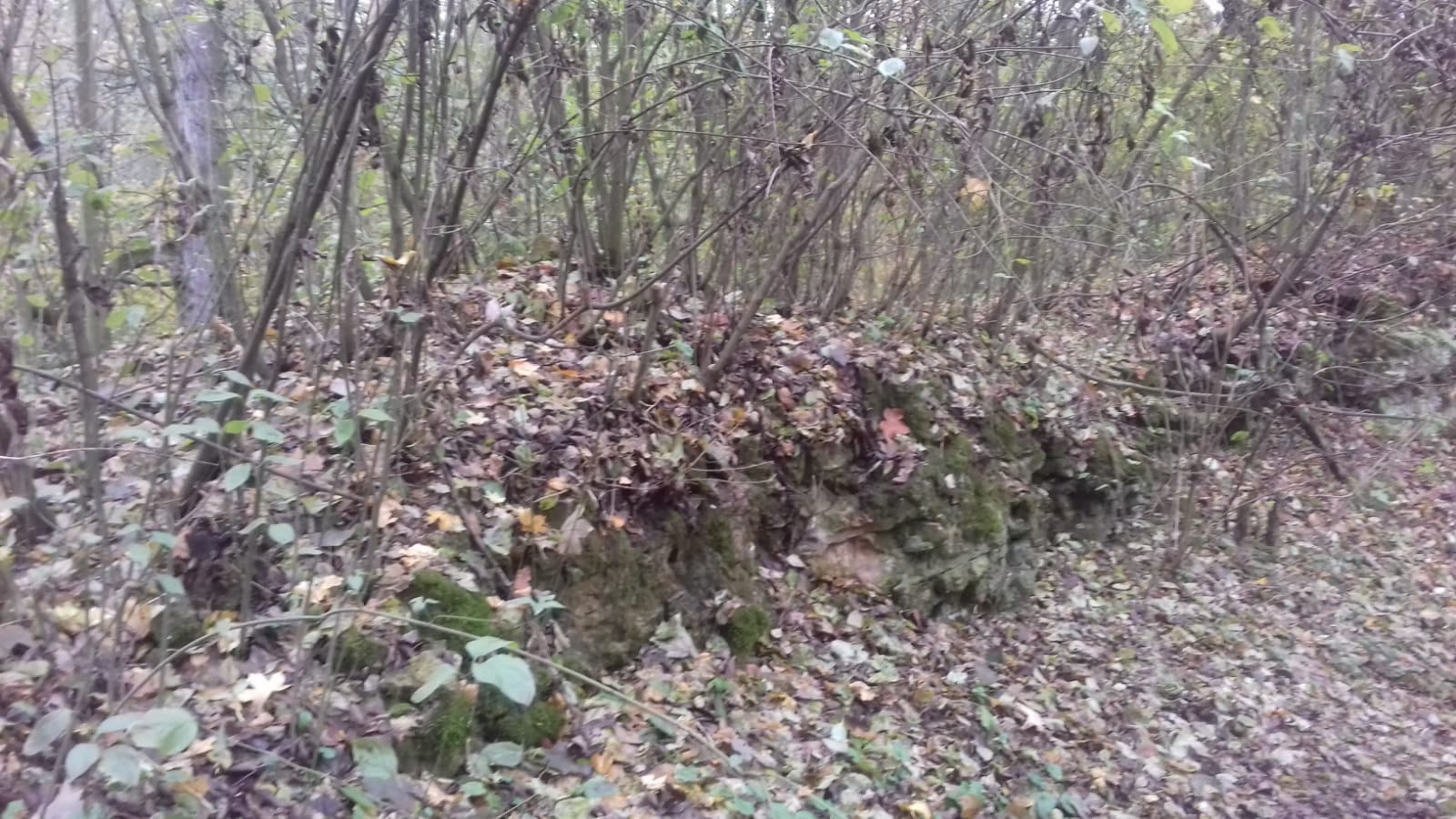
Pozůstatky zříceniny bývalého hradu Mydlovar

## Ochrana
Přírodní rezervace Mydlovarský luh je jeden z malá velkoplošných zachovalých komplexů lužního lesa v Polabí, což svojí rozlehlostí zajišťuje ideální habitat pro řadu rostlinných i živočišných druhů. Mezi tyto organismy spadají i ti, kteří jsou na seznamu ohrožených či chráněných druhů, jako jsou například výše zmínění kruštík polabský, ladoňka vídeňská nebo třeba sněženka podsněžník. Předmětem ochrany je ekosystém labské nivy (tzv. polabiny), mezi který spadají společenstva lužního lesa, slepá či odstavená ramena Labe, na kterých je možno pozorovat vodní hladinu ve smyslu potoků či tůní nebo již zalesněné uzavřené plochy.
Už v roce 1966 chtěli lidé z ochrany přírody v Nymburku přidat Mydlovarský luh k chráněným územím, ale až o 23 let později byl vyhlášen Okresním národním výborem v Nymburku jako chráněný přírodní výtvor. Netrvalo dlouho a roku 1992 byl přidán do kategorie přírodní rezervace (v rámci zákona č. 114/1992 Sb. o ochraně přírody a krajiny) o rozloze 168,7 ha. Roku 2005 byl navíc zařazen do Národního seznamu evropsky významných lokalit (EVL) NATURA 2000 o rozloze 3,97 ha, kvůli existenci populace sladkovodní ryby hořavky duhové (Rhodeus sericeus amarus) na tomto území, konkrétně ve Farském potoce a okolních tůní.

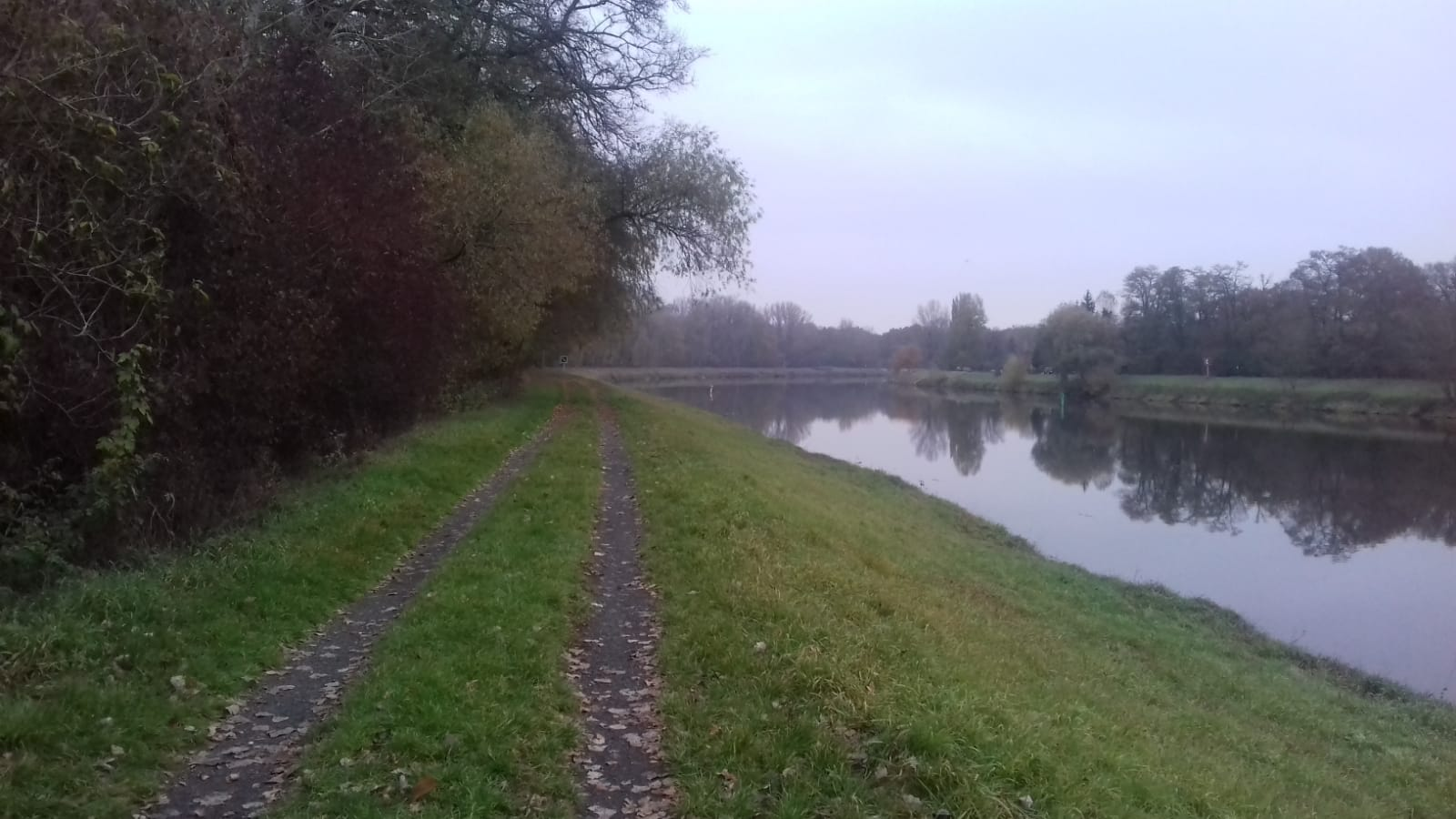
Stezka podél jižního břehu Labe

Dlouhodobým cílem v přírodní rezervaci Mydlovarský luh je zachování hodnotného sukcesního stádia polabin a biotopu ohrožených druhů rostlin a živočichů. 

## Turismus

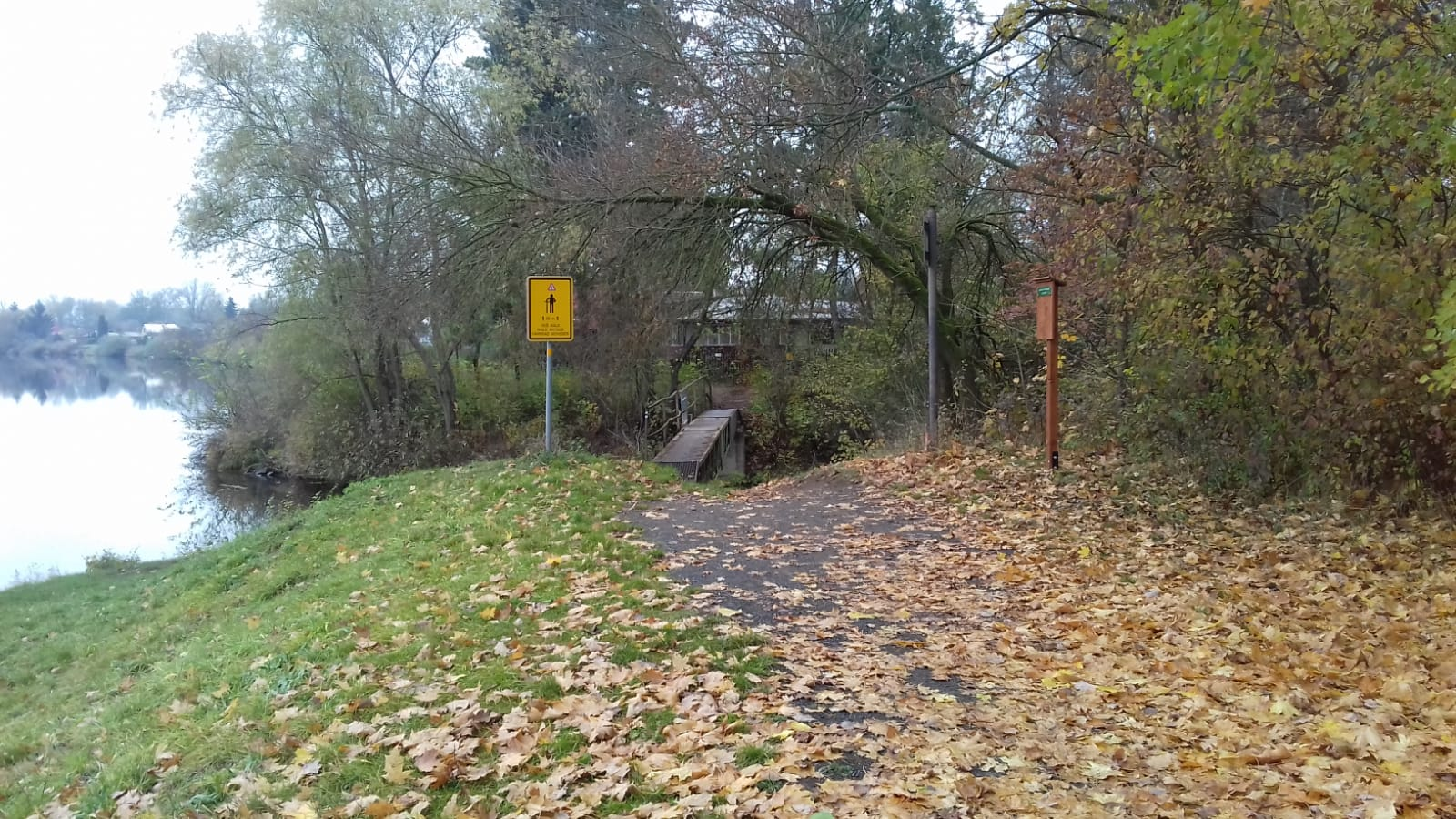
Západní začátek trasy podél jižního břehu Labe

Turistická trasa vede po nezpevněné cestě podél řeky Labe, tudíž po jižní hranici PR. Tato cesta je součástí modré turistické stezky. Po trase je celkem 7 informačních tabulí, které seznámí pocestné s přírodními a kulturně historickými zajímavostmi. Informují například o vymezení území, floře, fauně, hydrologickými poměry nebo třeba o historických zajímavostech o tehdejším hradu Mydlovar. Délka trasy je kolem 3 km. Trasa je jednosměrná, proto je umístěna úvodní tabule s číslem 1 na začátku i na konci. Středem zájmu není nalákat lidi do středu rezervace, neboť by mohli narušit místní ekosystém.